# The Ministry of Darkness
La Ministry of Darkness è stata una stable di wrestling attiva nella World Wrestling Federation tra il 1998 ed il 1999, formata dal leader The Undertaker, dal suo manager Paul Bearer e dai suoi seguaci The Brood (Edge, Gangrel e Christian), The Acolytes (Bradshaw e Faarooq), Mideon e Viscera. Nella versione adottata in questa stable, The Undertaker ricopriva la gimmick di un sacerdote satanista che compiva riti neri, sacrifici umani e crocifissioni dei suoi nemici.

## Storia

### L'inizio e formazione
Nell'ottobre del 1998, a Judgment Day: In Your House, Paul Bearer voltò le spalle a Kane e ritornò dalla parte di The Undertaker; quest'ultimo, il giorno dopo il PPV a Raw is War cominciò a profetizzare che il Ministry of Darkness e la piaga del male si erano infiltrati nella WWF effettuando di fatto un turn heel. Continuò la sua rivalità con Kane e Steve Austin, con quest'ultimo che venne aggredito da Undertaker che lo colpì con una pala d'acciaio procurandogli un trauma cranico. La settimana successiva vennero fatte delle interviste sulle condizioni di Austin per tutta la notte in una stanza d'ospedale in un centro medico di San Jose, in California, dove la sera prima, in un evento live della WWF, venne annunciato un Buried Alive match a Rock Bottom: In Your House tra Austin e The Undertaker.
Durante la serata, un carro funebre si fermò davanti all'ospedale. Dalla vettura uscirono Undertaker e Paul Bearer, che invasero la stanza d'ospedale di Austin e lo attaccarono fino a tenerlo sotto etere, per poi trascinarlo fuori. Dopo un'idea iniziale di volerlo seppellire vivo, Undertaker decise di portare Austin in un'impresa funebre per imbalsamarlo vivo. Tuttavia, durante l’atto, intervenne Kane che rintracciò il fratello e lo attaccò, mentre Austin riuscì a liberarsi ed a fuggire dal posto. Durante Heat, Undertaker dichiarò di voler sacrificare Austin mentre a Raw si vendicò di Kane: dopo averlo attaccato con una sedia d'acciaio, ordinò a Paul Bearer di chiamare gli inservienti mentre lui infilò il fratellastro in un sacco per cadaveri come punizione per l'attacco subito la settimana prima, ma Steve Austin riuscì a salvare Kane colpendo Undertaker con una pala d'acciaio. Successivamente infilò Undertaker nella sacca, mettendogli una falsa maschera di Kane nel volto per ingannare Bearer e gli inservienti, il cui compito era di intanarlo in un manicomio.
La settimana prima di Rock Bottom riuscì a vendicarsi di Austin, legandolo su una croce a forma del suo simbolo, ma all'evento Kane gli costò il match a Undertaker favorendo la vittoria di Austin; dopo questa sconfitta The Undertaker non si fece più vedere fino al mese successivo.
Nel frattempo, Bradshaw e Faarooq formarono gli Acolytes, un oscuro e cupo tag team gestito per breve tempo da The Jackyl; quest’ultimo menzionò che i suoi accoliti avrebbero inaugurato "un'era di tribolazione" nella WWF e che lui sarebbe stato il "maestro dei burattini" che controllava tutto nell'ombra. Tuttavia, The Jackyl lasciò la WWF alla fine del 1998, poco prima che Bradshaw e Faarooq passassero al servizio di un nuovo leader allora sconosciuto.
Come uno dei loro primi ordini, rapirono Dennis Knight nella puntata di Raw Is War del 28 dicembre e lo portarono da un maestro simile a un druido (chiamato semplicemente "Lui") dall'identità segreta. Settimane dopo, questo "Lui" si rivelò essere The Undertaker, che procedette ad avviare Knight come suo servitore tramite un rituale in cui si tagliò e fece bere il suo sangue, ribattezzandolo "Mideon". Alla Royal Rumble, The Undertaker, Mideon e The Acolytes eliminarono dalla royal rumble match Mabel, che fu rapito. La notte seguente a Raw Is War Mabel venne "sacrificato" e ribattezzato con il nome di "Viscera". Nella puntata di Raw Is War del 1º febbraio 1999, il Brood (Gangrel, Edge e Christian), si mise al servizio dell'Undertaker, che poche settimane dopo chiarì il suo reale obiettivo: prendere il controllo totale della WWF e distruggere il suo capo, Vince McMahon.

### Primi attacchi
Mr. McMahon, scosso dalle parole minatorie, mise Undertaker nel secondo Inferno match della storia contro Kane (che nel frattempo si era unito alla Corporation di McMahon per evitare di essere ricoverato in manicomio). Undertaker sconfisse di nuovo Kane, questa volta dando fuoco alla sua gamba ed a un orsacchiotto appartenuto a Stephanie McMahon (figlia di McMahon) da bambina.
Per settimane, Undertaker disse che il Ministry in realtà prendeva ordini da un "potere maggiore" e continuava a parlare di una donna che apparentemente possedeva la chiave del cuore e dell'anima di McMahon. Come azione intimidatoria, la stable violò la proprietà di McMahon, lasciando nel cortile un crocifisso simile al simbolo di The Undertaker, in fiamme. McMahon ordinò a Big Boss Man, di affrontare The Undertaker in un Hell In A Cell match a WrestleMania XV il 28 marzo, che Undertaker vinse. Dopo il match, il Brood si calò dalle travi sulla parte superiore della cella e fece scendere un cappio su Undertaker, che inviò a McMahon un altro messaggio appendendo Big Boss Man alla cella "impiccandolo".
Dopo WrestleMania XV, la donna misteriosa menzionata dal becchino si rivelò essere Stephanie. Quella notte il Ministry rapì Stephanie, che venne però ritrovata dal membro della Corporation Ken Shamrock in lacrime nella stanza delle caldaie con il simbolo di The Undertaker sulla fronte. Come vendetta su Shamrock, Undertaker ordinò ai suoi uomini di rapire la sorella, Ryan, e sacrificarla su uno dei suoi simboli come dimostrazione da parte di Undertaker di ciò che sarebbe successo a Stephanie. La settimana successiva a Raw Is War, Shamrock trovò sua sorella che piangeva nel seminterrato insieme a Mankind, ma venne attaccato insieme a quest’ultimo, catturato e quasi sacrificato. Dal momento che Ken costrinse Christian a parlare su dove fosse Stephanie, Undertaker punì il membro del Brood con una serie di frustate reo per aver dato l'informazione a Shamrock. A Raw Is War prima di Backlash: In Your House, il Deadman cercò di sacrificare Shamrock e poi ordinò ai Brood, Edge e Gangrel, di sacrificare Christian per la sua incompetenza, ma i due si ribellarono e decisero di salvare il loro compagno e di abbandonare la stable. Mentre Shamrock venne salvato dagli altri membri della Corporation, durante lo scontro furibondo fra i due team The Undertaker fuggì.

### The Corporate Ministry e conclusione
A Backlash, il Deadman sconfisse Shamrock, che dopo il match venne attaccato brutalmente da Bradshaw con una mazza da baseball. Quella stessa notte, Undertaker sequestrò la limousine di Stephanie, rapendola. La notte seguente a Raw Is War, Undertaker tentò di sposarla in un matrimonio satanico poiché, se avesse sposato la figlia del proprietario, avrebbe controllato l'intera WWF, ma la cerimonia venne rovinata da Steve Austin, arrivato in soccorso dopo che i tentativi dei due membri della Corporation, Big Show e Ken Shamrock, furono neutralizzati.
In seguito, nell'episodio pilota di SmackDown!, Undertaker decise di unire le forze col figlio di Mr. McMahon, Shane, ottenendo anche il controllo della Corporation del padre, fondendo il Ministry of Darkness con essa per formare il Corporate Ministry. A Over The Edge (PPV ricordato per la tragica morte di Owen Hart), The Undertaker sconfisse Austin e vinse il WWF Championship in un match che vedeva Vince e Shane come arbitri: Shane gettò Vince contro Austin, che venne schienato da Undertaker dopo un conteggio veloce di Shane. Successivamente Undertaker decise di rivelare chi era la "forza superiore" dietro al Corporate Ministry: Mr. McMahon, il cui coinvolgimento nel Corporate Ministry era solo un pretesto per poter sbarazzarsi una volta per tutte di Austin. A King of the Ring, The Undertaker difese con successo il titolo contro The Rock, ma lo perse la sera dopo contro Stone Cold. I due si sfidarono in una rivincita titolata a Fully Loaded in un First Blood match che Austin vinse grazie all'intervento di X-Pac; se Austin avesse perso non avrebbe mai più potuto avere la possibilità di lottare per il WWF Championship. Inoltre, sempre per stipulazione, in caso di sconfitta di Undertaker Mr. McMahon non sarebbe più apparso negli show televisivi della WWF: di conseguenza, nella puntata del 7 giugno a Raw Is War il Corporate Ministry si sciolse. In seguito The Undertaker strinse una nuova alleanza con Big Show formando "The Unholy Alliance", con Viscera e Mideon (ancora fedeli al Phenom) che aiutarono il loro leader in più occasioni. I due vinsero due volte il WWF Tag Team Championship (vinto rispettivamente a SummerSlam contro X-Pac & Kane e nella puntata di SmackDown! del 9 settembre contro Mankind & The Rock in un Tag Team Buried Alive match). Il gruppo si sciolse a seguito dell'infortunio dell'Undertaker che lo tenne fuori dalle scene per 7-8 mesi, segnando inevitabilmente la fine dei Ministry Of Darkness.

### Conseguenze ed eredità
Nel 2004 durante il feud fra l'allora WWE Champion JBL (nuova gimmick di Bradshaw) e The Undertaker (che a WrestleMania XX ritornó con la gimmick del becchino), accade una serie di eventi che ricorda i Ministry of Darkness verificati tra i due:
- Nella puntata di SmackDown! del 16 settembre 2004, JBL chiamò The Undertaker. Quando Undertaker è uscito e ha messo JBL all'angolo, Gangrel e Viscera sono apparsi e hanno attaccato Undertaker da dietro, iniziando un assalto da parte del quartetto di Gangrel, JBL, Orlando Jordan e Viscera (tuttavia, Orlando Jordan non era un ex membro dei Ministry).
- La puntata di SmackDown! del 23 settembre ha visto Gangrel e Viscera, presentati come "The Ministry", affrontare Undertaker in un handicap match, dove però vengono completamente annientati dalla furia del Deadman.
- Nella puntata di SmackDown! del 30 settembre, dopo che JBL perse per squalifica contro Hardcore Holly, The Undertaker si manifestò nel Titantron dove rivelò all'ex Bradshaw di aver sacrificato il suo assistito Orlando Jordan nel suo simbolo.

Gli annunciatori di SmackDown! menzionarono lo status di ex Ministry di Gangrel e Viscera, ma mai durante l'intera faida tra Undertaker e JBL venne fuori che Bradshaw faceva parte di questa fazione. Invece, la scusa data per l'apparizione di Gangrel e Viscera era che "JBL li ha pagati". Tuttavia, a The Great American Bash, mentre JBL (che divenne commentatore di SmackDown! dal giugno del 2006 fino a dicembre del 2007) commentava il match tra Big Show e Undertaker, JBL menzionò di aver combattuto The Undertaker per il WWE Championship ed era stato dalla sua parte nei Ministry of Darkness.

## Membri
| Wrestler       | Ingresso         | Uscita         | Note   |
| -------------- | ---------------- | -------------- | ------ |
| The Undertaker | 19 ottobre 1998  |                | Leader |
| Paul Bearer    | 19 ottobre 1998  |                |        |
| Bradshaw       | 28 dicembre 1998 |                |        |
| Faarooq        | 28 dicembre 1998 |                |        |
| Mideon         | 11 gennaio 1999  |                |        |
| Viscera        | 25 gennaio 1999  |                |        |
| Edge           | 1º febbraio 1999 | 19 aprile 1999 |        |
| Christian      | 1º febbraio 1999 | 19 aprile 1999 |        |
| Gangrel        | 1º febbraio 1999 | 19 aprile 1999 |        |

## Titoli
- WWF Championship (1) – The Undertaker
- WWF European Championship (1) – Mideon
- WWF Tag Team Championship (2) – The Acolytes